# 안자야
안자야(1987년 6월 2일 ~ )는 대한민국의 2011년 미스코리아 광주-전남 진(眞)이다.

## 프로필
- 출생: 1987년 6월 2일
- 신체: 174cm, 51kg, 34-23-36
- 학력: 조선대학교 프랑스어과
- 수상: 2011년 미스코리아 광주-전남 진(眞)
- 취미: 다도, 재즈댄스
- 특기: 시낭송, 스키

| 미스코리아 광주-전남 진(眞) |               |        |
| 2010년                      | 2011년 안자야 | 2012년 |
| 정현화                      | 2011년 안자야 | 이정빈 |
|                             |               |        |
|                             |               |        |